# Mircea Anghel
Mircea Anghel este un general român de informații, inginer de meserie, care a îndeplinit funcția de director al Serviciului de Telecomunicații Speciale (1 noiembrie 1997 - 16 martie 1999).

## Biografie
Colonelul în rezervă Mircea Anghel a fost înaintat la gradul de general de brigadă (cu o stea) la data de 1 decembrie 2004 .